# Scroll Lock
Scroll Lock — клавиша на компьютерной клавиатуре, предназначенная для изменения поведения клавиш курсора (изначальная функция). Когда режим Scroll Lock включён, клавиши курсора выполняют функцию передвижения экрана (вверх, вниз, влево, вправо), а когда отключён  — изменения положения курсора. Обычно индикацией включения режима служит один из трёх светодиодов на клавиатуре.

## Функции
Функции клавиши также могут зависеть от конкретного программного обеспечения.
Например, в Microsoft Excel Scroll Lock используется для включения режима прокрутки документа клавишами управления курсором (то есть исполняет свою первоначальную функцию). Такую же роль клавиша играет и в Lotus Notes.
В консоли Linux Scroll Lock используется для остановки прокрутки текста.
Во многих электронных KVM-переключателях двойное нажатие Scroll Lock активирует режим управления переключателем.

## История
Клавиша Scroll Lock впервые появилась на 83-кнопочной клавиатуре IBM PC, впоследствии она также перенеслась на «расширенные» 101-кнопочные клавиатуры.
На клавиатурах Macintosh никогда не было клавиши Scroll Lock.
В настоящее время клавиша Scroll Lock на ноутбуках практически не используется (во времена MS-DOS она имела смысл), так как удобнее пользоваться частью тачпада.